# La Paloma
"La paloma" (tạm dịch: "Chim bồ câu"; tên tiếng Việt: Cánh buồm xa xưa) là một bài hát tiếng Tây Ban Nha. Bài hát đã được phổ biến và cải biên ở rất nhiều quốc gia, nhiều nền văn hóa, nhiều dòng nhạc khác nhau trên toàn thế giới và đã được ghi âm hơn 140 năm trở lại đây. "Cánh buồm xa xưa" được sáng tác bởi Sebastián Iradier - một nhà soạn nhạc người dân tộc Basque thuộc Tây Ban Nha sau khi Iradier trở về từ chuyến du lịch Cuba năm 1861. Có lẽ Iradier đã sáng tác "La Paloma" vào khoảng năm 1863, chỉ hai năm trước khi ông từ trần và không kịp nhìn thấy đứa con tinh thần của mình trở thành một trong những bài hát nổi tiếng nhất thế giới.
Ảnh hưởng của dòng nhạc hanabera của người dân Cuba đối với bài hát đã làm "La Paloma" có những đặc trưng và giai điệu rất riêng biệt. Không lâu sau khi ra đời, "La Paloma" trở nên rất thịnh hành ở México và sau đó lan sang nhiều nước khác trên thế giới. Ở nhiều quốc gia và vùng lãnh thổ như Afghanistan, México, Tây Ban Nha, Hawaii, Philippines, Đức, Rumani, Zanzibar và Goa bài hát trở thành một bài bán dân ca của khu vực đó. Nhiều năm trôi qua, mức độ phổ biến của "La Paloma" cũng trải qua nhiều thăng trầm nhưng nó chưa bao giờ bị quên lãng. Có thể nói "La Paloma" là một trong những bài hát đầu tiên được nhanh chóng phổ biến trên toàn thế giới và lôi cuốn nhiều ca nhạc sĩ thuộc các dòng nhạc khác nhau .
Tại Việt Nam, người đặt lời Việt cho ca khúc "La paloma" dưới nhan đề "Cánh buồm xa xưa" là nhạc sĩ Từ Vũ.

## Chủ đề
Chủ đề của bài "La Paloma" bắt nguồn từ cuộc xâm lược xứ Hy Lạp của vua Darius I nước Ba Tư vào năm 492 trước Công nguyên, thời điểm mà chim bồ câu chưa được biết đến ở châu Âu.
Lúc đó, hạm đội Ba Tư do đại tướng Mardonius chỉ huy đã gặp phải một trận bão ngoài khơi đỉnh Athos, nhiều thuyền chiến Ba Tư đã bị đắm trong trận bão này. Người Hy Lạp đã nhìn thấy nhiều chú chim bồ câu bay ra khỏi các xác tàu Ba Tư bị đắm và cho rằng những chú chim này mang về đất liền những thông điệp tình yêu cuối cùng của những thủy thủ đã bỏ mình giữa biển cả. Chủ đề về mối liên hệ cuối cùng của tình yêu vượt qua cả cái chết và sự chia ly đã được phản ánh trong bài "La Paloma" (bản thân cái tên tiếng Tây Ban Nha "La paloma" có nghĩa là "chim bồ câu"). Trong khi lời bài hát ở các phiên bản ngoại ngữ có thể không đúng so với nguyên bản, tinh thần đó của bài hát vẫn được bảo tồn sau nhiều lần thu âm, dù dưới dạng nào và bài hát vẫn thể hiện được cái kịch tính, mâu thuẫn giữa sự chia ly với nỗi cô đơn, thậm chí cái chết và tình yêu.

## Lời bài hát

### Lời Tây Ban Nha
1. Cuando salí de la Habana ¡Valgame Dios!
Nadie me ha visto salir Si no fuí yo.
Y una linda Guachinanga S'allá voy yo,
Que se vino tras de mi, Que sí señor.
Điệp khúc:
Si a tu ventana llega Una Paloma,
Tratala con cariño, Que es mi persona.
Cuentale tus amores, Bien de mi vida,
Coronala de flores, Que es cosa mia.
Ay! chinita que sí!
Ay! que dame tu amor!
Ay! que vente conmigo,
Chinita, a donde vivo yo!
2. El dia nos casemos ¡Valgame Dios!
En la semana que hay ir Me hace reir
Desde la Iglesia juntitos, Que sí señor,
Nos hiremos à dormir, Allá voy yo.
(Điệp khúc)
3. Cuando el curita nos eche La bendicion
En la Iglesia Catedral Allá voy yo
Yo te daré la manita Con mucho amor
Y el cura dos hisopazos Que sí señor
(Điệp khúc)
4. Cuando haya pasado tiempo ¡Valgame Dios!
De que estemos casaditos Pues sí señor,
Lo menos tendremos siete Y que furor!
O quince guachinanguitos Allá voy yo
(Điệp khúc)

### Lời Việt
Lời Việt phổ biến của ca khúc này do nhạc sĩ Từ Vũ viết
Vi vu đồi thông reo xao xác lá chiều nay thu về
Em ơi cánh buồm xa ngày xưa còn vương bao lời thề
Xa xa đàn chim uyên dang cánh biếc trời mây tung hoành
Sương lan lắng chìm trong hoàng hôn khi tâm tư ta gầy.
Thuyền ai đang lênh đênh vượt sóng biếc cho tan vơi cơn sầu
Ai đang đắm đuối trên lưng muôn con sóng xanh bạc đầu?
Biệt ly sao chua cay làm mắt ướt tóc xanh nay phai màu
Nhớ mãi, nhớ mãi môi em cười khi bến xa con tàu.
Yêu em qua chuỗi ngày thơ
Mà giờ lòng còn vương thương nhớ
Nhớ người xưa chiều nay mình ta bao ước mơ
Niềm riêng se sắt bên lòng.
Thu ơi gieo mấy lần tang
Mà lòng người tàn theo năm tháng?
Ý thu vương trách sao lòng người mau lãng quên
Chiều nay thu vẫn mơ màng.